# Diego de Medellín
Diego de Medellín OFM (Medellín, 1496 - Santiago de Chile, 1592/93) fue un religioso español, que tuvo a su cargo la diócesis de Santiago de Chile desde 1574 hasta su muerte, siendo el real organizador de esta.

## Primeros años
Diego, aunque algunos documentos lo citan como Pedro, nació en Medellín, en la región ibérica de Extremadura. 
Entró a la vida religiosa en el convento franciscano de San Ildefonso de Badajoz, donde profesó sus votos solemnes.

## Vida en América
En 1561 llega al Virreinato del Perú, instalándose en el Convento de San Francisco de Jesús de Lima, donde fue guardián y custodio, para luego estar encargado de la Provincia de los Doce Apóstoles de Lima, en cargo de provincial. Iniciando sus estudios doctorales en la Universidad de S. Marcos, donde luego dictará cátedras en filosofía y en teología. También ocupó el cargo de Colegial en Colegio Real, siendo su primer doctor.

### Obispo de Santiago

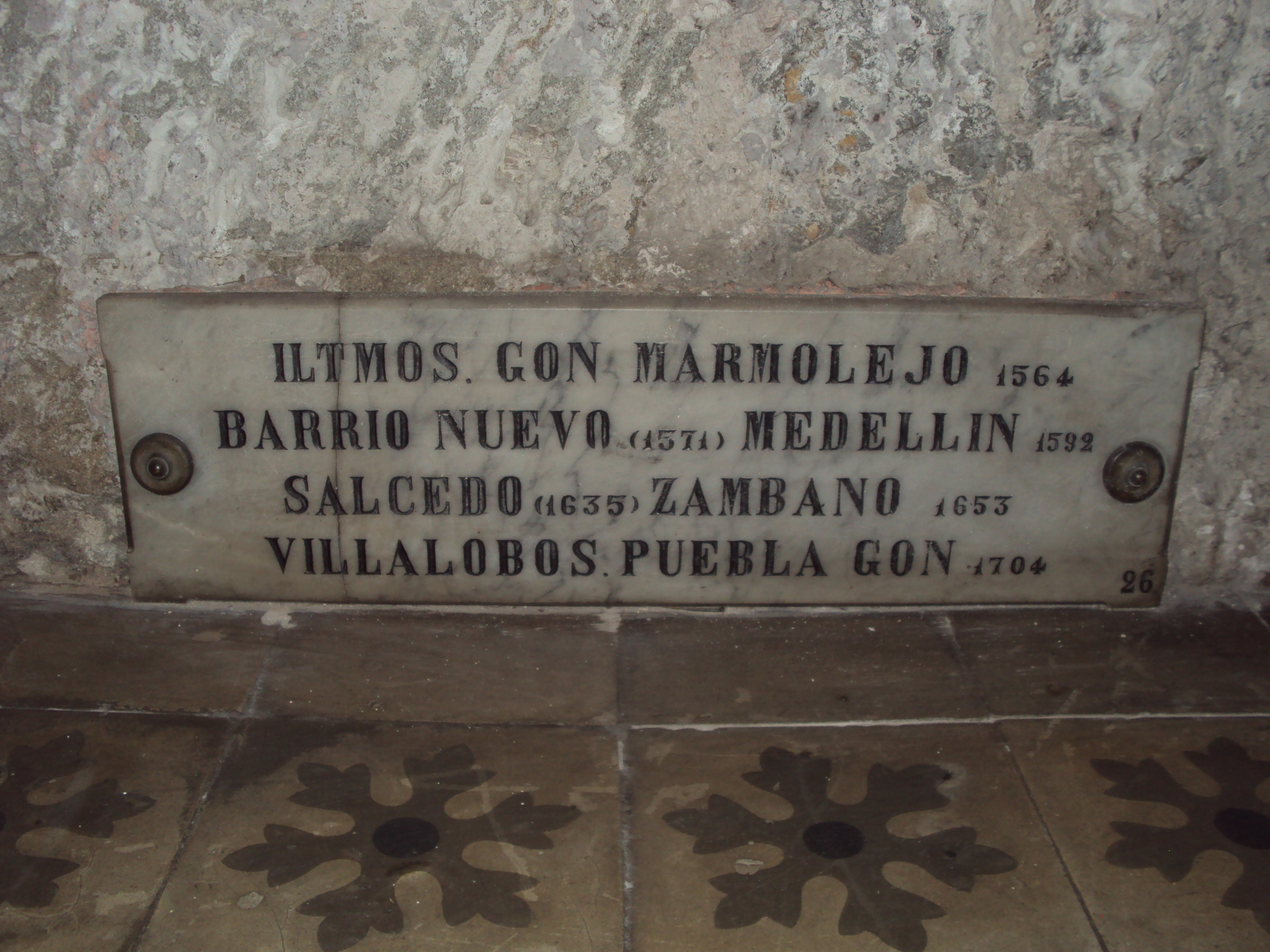
Placa recordatoria a la memoria de los obispos González Marmolejo, Barrionuevo, Medellín, Salcedo, Zambano, Villalobos y Puebla González; ubicada en la Catedral Metropolitana de Santiago.

En 1574, a los 78 años de edad, es promovido a obispo de la diócesis de Santiago, carente de líder luego de la muerte del eclesiástico Fernando de Barrionuevo, tres años antes. Demoraría otros dos años en llegar a ocupar su cargo, siendo consagrado en La Imperial.
Conocido por su inocencia y modestia, además de su inteligencia y vida culta, realizó grandes cambios en la naciente diócesis, que requería de una profunda organización. Fundó 22 doctrinas, las cuales debían estar a cargo de sacerdotes con conocimiento del mapundungun. Denunció el maltrato de los encomenderos, llegando a prohibir que se oyese a los encomenderos en confesión sin presentar un permiso previo de haber obrado bien con los indígenas. Esto no le impediría comenzar las obras de un templo episcopal en Santiago, además de la fundación de un convento de clarisas.
En 1582, se efectuó el Tercer Concilio de Lima, el cual, aunque fue imposibilitado de viajar debido a su edad, se le dieron las pautas para la organización de su diócesis. En 1584, funda el Seminario Conciliar para la preparación de sacerdotes, funcionando en la misma manzana que ocupaba la catedral, bajo la dirección del presbítero Francisco de la Hoz. Su labor educativa fue más allá, redactando misivas al rey Felipe II de España, para un centro educacional para seglares. Convocó, a su vez, el I Sínodo de Santiago de Chile, sobre la situación del territorio en materia eclesiástica y moral.
En fama de santidad y prudencia, falleció en Santiago entre 1592 y 1593, siendo enterrado en una capilla hecha a encargo de él. Tenía 94 años, 17 de los cuales habían sido a cargo del obispado santiaguino.

## Sucesión
| Predecesor: Fernando de Barrionuevo OFM | Obispo de Santiago de Chile 1574 - 1592 | Sucesor: Pedro de Azuaga OFM |